# Estadio Pedro Mutio
El Estadio Pedro Mutio es el estadio de fútbol en donde juega como local Club Atlético Paraná. Tiene capacidad para 9000 espectadores.
Está ubicado en José Ruperto Pérez 273 - Paraná, Provincia de Entre Ríos
- Datos: Q20021948